# Anthurium boudetii
Anthurium boudetii är en kallaväxtart som beskrevs av Marcus A. Nadruz. Anthurium boudetii ingår i släktet Anthurium och familjen kallaväxter. Inga underarter finns listade.